# Curtiss F7C Seahawk
Curtiss F7C Seahawk byl palubní stíhací dvouplošník užívaný koncem 20. a počátkem 30. let 20. století námořnictvem a námořní pěchotou Spojených států amerických.

## Vznik a vývoj
Curtissův Model 43 byl prvním letounem firmy navrženým od samého počátku pro Námořnictvo Spojených států amerických, nikoliv modifikací typu původně vzniklého pro armádu. Ačkoliv šlo o následníka typové řady započaté Curtissem P-1 Hawk, na rozdíl od ní jeho křídla měla konstantní hloubku namísto zužující se, a horní křídlo bylo mírně šípovité. Pohonnou jednotku představoval hvězdicový motor Pratt & Whitney R-1340-B Wasp o výkonu 450 hp (336 kW). Drak byl smíšené konstrukce, se smrkovými křídly a trupem z kombinace hliníkových a ocelových trubek, potažený plátnem. Typ disponoval dostatečnou pevností aby mohl být použit nejen jako stíhač, ale i jako střemhlavý bombardér.

## Operační historie
Prototyp XF7C-1 poprvé vzlétl 28. února 1927. Po úpravách podle požadavků námořnictva, zahrnujících například šípovitost horního křídla, následovala sériová výroba 17 kusů F7C-1 Seahawk, které vstoupily do služby u perutě USMC VF-5M. V roce 1930 u peruti VF-9M vznikl akrobatický tým The Red Devils („Rudí ďáblové“), užívající F7C s červeně zbarvenými příděmi.
F7C setrval ve službě do roku 1933.

## Varianty

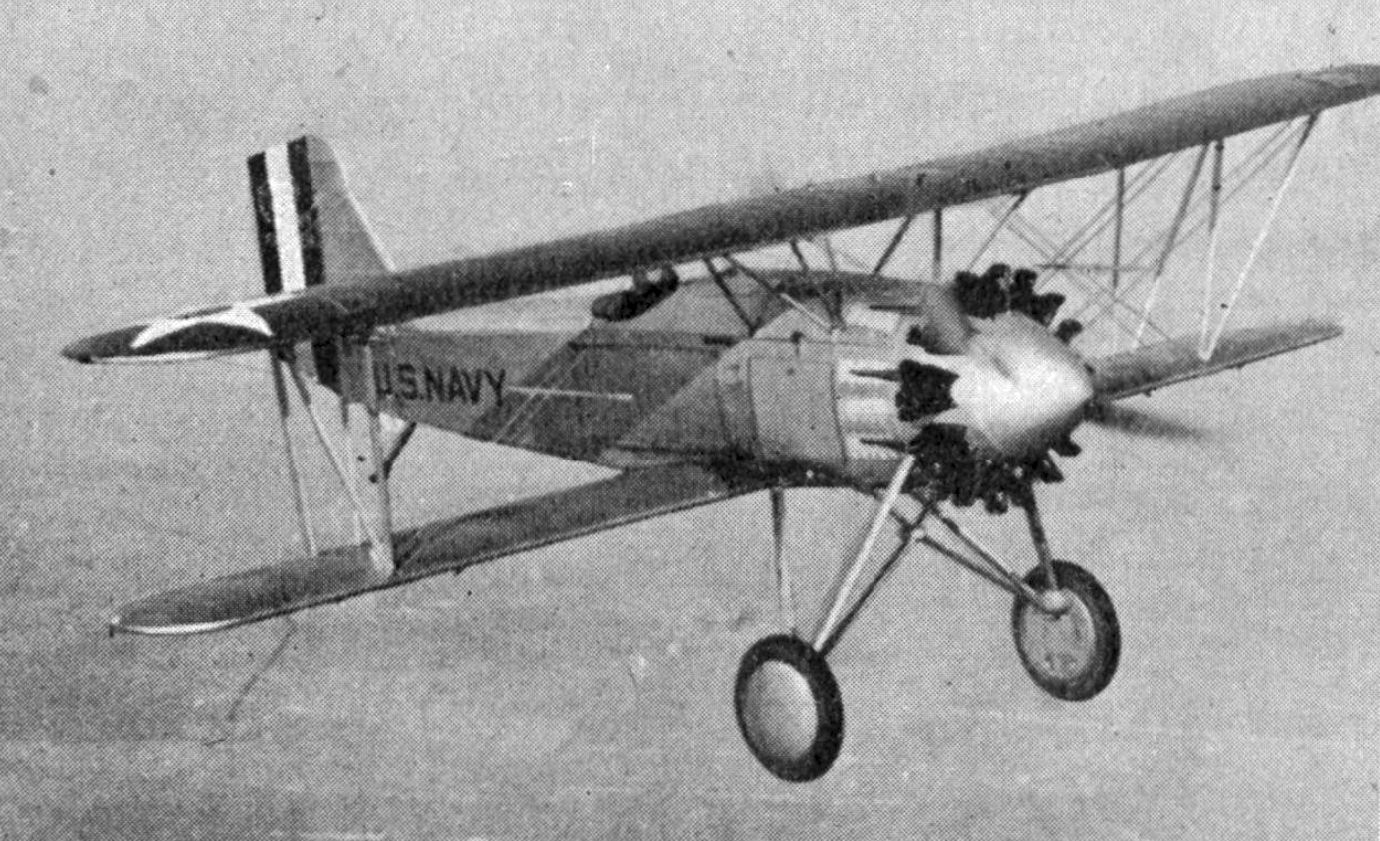
Curtiss F7C-1

XF7C-1
Jeden prototyp.
F7C-1 Seahawk
Hlavní výrobní varianta, vzniklo 17 kusů.
XF7C-2
Jeden F7C-1 modifikovaný pro účely zkoušek, s motorem Wright R-1820-1 a rozměrnými vztlakovými klapkami po celé délce odtokové hrany křídla.
XF7C-3
Ukázkový exemplář nabízený v Číně vyzbrojený čtyřmi kulomety Browning ráže 7, 62 mm, s mezikřídelními vzpěrami ve tvaru „I“ a křidélky na horním i dolním křídle, na rozdíl od sériových, které je měly pouze na horním. Typ byl opuštěn v prospěch Modelu 64, F11C Goshawk.

## Uživatelé
- Spojené státy americké
  - United States Marine Corps Aviation
  - United States Navy

## Specifikace

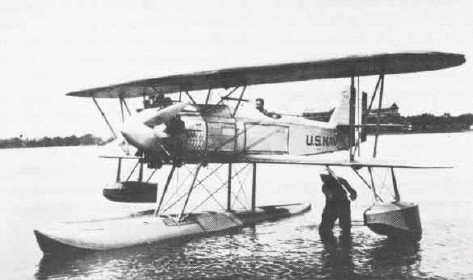
XF7C-1 bez krytu motoru, zkoušený jako plovákový.

Data platí pro F7C-1.

### Technické údaje
- Osádka: 1
- Délka: 6,88 m (22,6 stop)
- Rozpětí křídel: 2,96 m (9,71 stop)
- Výška: 4,87 m (16 stop)
- Nosná plocha: 25,55 m² (275 čtverečních stop)
- Hmotnost prázdného stroje: 931 kg (2 053 lb)
- Maximální vzletová hmotnost: 1 262 kg (2 782 lb)
- Pohonná jednotka:  1 × vzduchem chlazený hvězdicový motor Pratt & Whitney R-1340-B Wasp
- Výkon pohonné jednotky: 455  hp (336 kW)

### Výkony
- Maximální rychlost: 249 km/h (134,7 uzlů, 155 mph)
- Cestovní rychlost: 241 km/h (130,3 uzlů, 150 mph)
- Praktický dostup: 6 735 m (22 100 stop)
- Stoupavost: 9,45 m/s (1 860 stop za minutu)

### Výzbroj
- 2 × synchronizovaný kulomet Browning ráže 7, 62 mm